# Демофил Цариградски
Архиепископ Демофил (јез-гр Δημοφιλος; почетак  IV века, Солун, Римско царство - 386) - епископ Берије Тракијске [2] од 40-их година  IV века до 370; Цариградски архиепископ од 370. до изгнанства 380; . Предводио је аријанску заједницу у Цариграду до своје смрти. Проповедао је тзв. „умерени“ аријанизам или „умианизам“ 

## Биографија
Рођен је у Солуну у породици племенитог рода. Помињан међу учесницима Аријанског сабора у Филипопољу (346/347) [6], који су анатемисали израз „супстанцијални“ , свргнули римског епископа Јулија и учеснике Сарданског сабора (343 или 344 ), а такође је у богословску теологију увео појам „различитост ипостаси“.
Године 359., будући епископ Берије из Тракије, међу осталим епископима који су исповедали аријанство на сабору у Арими, одбија да анатемише аријанизам, због чега је свргнут на Сабору (Атанасије, 8, Посланица, 9; Атанасије Велики, Посланица 29, 3; Сократ Школски, Црквена историја, књига  II, 37) .
После смрти цариградског архиепископа Евдоксија, Демофил је 370. године изабран за архиепископа од стране аријанаца Цариградске епархије а устоличио га је Теодор, епископ Хераклеје (Филосторгиус, Еццлесиастицал хистори, Боок IX, 10; Сократ Сколастик, Историја цркве, Књига.  IV, 14, књига  VI, 13). Његова хиротонија је поделила јавно мњење; Филосторгије указује на изузетну чињеницу да је, када је Демофил уздигнут на архиепископски трон, традиционално питање епископа који га је хиротонисао: - многи из народа уместо „достојан!“ извикивали су „недостојан!“ (Филосторгије, Историја цркве, књига IX, 10).
Православни су пак изабрали Евагрија за цариградског архиепископа, кога је хиротонисао Евстатије, свргнути антиохијског архиепископ, који је тајно живео у Цариграду, вративши се из затвора под царем Јовијаном (Теофан Исповедник, Летопис византијског Теофана и од Диоклеција Л. М. 5861, Р. Кх. 361.). Избор Евагрија служио је као изговор за народне немире изазване од стране аријанаца. Евстатија и Евагрија је прогнао цар Валенс, а њихове следбенике прогонио (Сократ Сколастик, Црквена историја, књига IV, 14, 15; Созомен, Црквена историја, књига VI.13, 14; Теофан Исповедник, Летопис св. Византијски Теофан од Диоклецијана до краљева Михаила и његовог сина Теофилакта, Л.М. 5862, Р. Кх. 362.).
Убрзо након устоличења, Демофил је са Доротејем (или Теодором), епископом Хераклеје, отишао до Кизика да изабере аријанског епископа на месту које је било упражњено од Еуномијевог изгнанства. Међутим, становници Кизика одбијали су да их признају док нису анатемисали Аеција, Евномија и њихове следбенике. Тек тада им је било дозвољено да изаберу и поставе епископа којег је народ изабрао. Међутим, Елеусије, новоизабрани епископ, одмах је потврдио своју припадност доктрини о супстанцијалности, коју је почео да проповеда (Филосторгије, Историја цркве, књига IX, 13).
378. примио је свргнутог и прогнаног из Египта, архиепископа александријског Лукија, горљивог аријанца.
379. године, православни теолог, Григорије Назијански, стигао је у Цариград с циљем да постане вођа мале цариградске заједнице православних. Григорије је у будућности требало да постане цариградски архиепископ, за шта је добио потврду Мелетија, архиепископа антиохијског, у чијој је јурисдикцији био никејски цариградски народ.
У међувремену, цар Теодосије, који је стигао у престоницу 24. новембра 380. године, позвао је архиепископа Демофила да подржи његов избор, ако потпише Никејско веровање или добровољно напусти седиште. Демофил је одбио да прихвати Никејски симбол и напусти архиепископски трон, наводећи потребу да се одобри његово исповедање од стране Васељенског сабора, који је ускоро требало да се одржи.
Након састанка са архиепископом, цар је примио Григорија Назијанског, а након разговора са вођом правиославних становника Цариграда, Теодосије је одлучио да га лично уведе у цркву Свете Софије .
У складу са царским едиктом „О католичкој вери“ усвојеним 27. фебруара 380 , Демофилу је наређено да одмах напусти своје цркве и парохије. Два дана касније, окупивши своје следбенике и објавивши да се царска власт протеже само на цркве као грађевине, цариградски архиепископ се повукао са Луком, свргнутим александријским архиепископом и другима, у цркву изван градских зидина Цариграда (Сократ Схоластик, Црквена историја, књига В, 7; Созомен, Црквена историја, књига VII, 5).
Цариградску патријаршију преузео је Евагрије, а цариградске храмове, који су четрдесет година били у аријанским рукама, сада су се вратили православнима; а тако се догодило и у другим градовима Царства . У ствари, догодила се обнова православља . Повратак цркава православним хришћанима био је праћен народним немирима. Као што се Григорије Назијански касније присетио, када га је цар одвео до храма Аје Софије, огорчену гомилу на путу спутавали су престонички гарнизони, који су у борбеној приправности стајали у редовима.
Филосторгије додаје да је Демофил отишао у свој град, Берију (Филосторгије, Историја цркве, књига 9, 19). Међутим, ово путовање се морало догодити након догађаја из 380. године, или је могуће да се Демофил вратио из изгнанства, будући да је лично представљао аријанску страну на синоду у Цариграду 383. године (Сократ Схоластик, Црквена историја, Књига V, 10 ; Созомен, Црквена историја, књига VII, 12).
Демофил је умро 386. године. Лидерство Аријанске заједнице у Цариграду преузела је извесна Марина из Тракије (Созомен, Црквена историја, Боок VII, 14; Сократ Схоластик, Црквена историја, Боок V, 23).
Архиепископ је показивао толеранцију према својим теолошким противницима, на пример, Григорије Назијански је могао слободно да проповеда међу цариградским православцима. Савременици су такође приметили високу моралност и безусловни ауторитет Демофила, како код Аријанаца, тако и код православних (Василије Велики Епистола 44 (48) // Патрологиа Граеца, 32. Цол. 385-386). 